# Antigua Guatemala
La ciutat d'Antigua Guatemala, anomenada en la seva fundació Santiago de los Caballeros de Guatemala, és capçalera del municipi homònim i del departament de Sacatepéquez, de Guatemala, amb una població de 44.097 habitants, segon el cens oficial de 2003.
Fou una de les capitals més importants de l'Amèrica colonial espanyola, i conserva nombrosos exemples notables d'arquitectura renaixentista i barroca, i ha estat designada Patrimoni de la Humanitat per la Unesco el 1979.
En l'època colonial, fou la capital del regne de Guatemala, també conegut com a Capitania General de Guatemala, des de 1549 fins a 1776. El seu declivi i la pèrdua de la capitalitat ocorregué pels terratrèmols de 1773, que devastaren la ciutat, i la decisió de les autoritats de traslladar la capital a una nova ubicació, l'actual Ciutat de Guatemala.